# Saint-Martin-des-Olmes
Saint-Martin-des-Olmes è un comune francese di 281 abitanti situato nel dipartimento del Puy-de-Dôme nella regione dell'Alvernia-Rodano-Alpi.

## Società

### Evoluzione demografica
Abitanti censiti